# Raoul IV Taisson
Raoul IV Taisson ou Tesson, mort en 1213/1214, est un important seigneur normand. Membre de la famille Tesson, il hérite de son père Jourdain Taisson la seigneurie de Thury et de sa mère Léticie de Saint-Sauveur la baronnie de Saint-Sauveur-le-Vicomte. 
Il participe à la troisième croisade aux côtés de son seigneur le roi d'Angleterre et duc de Normandie Richard Cœur de Lion. Il est nommé sénéchal de Normandie par Jean sans Terre mais rallie le roi de France Philippe II Auguste quand celui-ci conquiert la Normandie. À sa mort, son héritage est partagé entre ses filles.

## Biographie

### Famille
Raoul IV Taisson est le fils aîné de Jourdain Taisson et de Léticie de Saint-Sauveur,,, mariés au plus tard en 1145. Vers 1180, Léticie reçoit la baronnie de Saint-Sauveur, qu'elle apporte à la famille Taisson, en tant qu'héritière de son oncle Roger II le Vicomte, vicomte de Saint-Sauveur,,. Jourdain Taisson, mort en 1178,, fait partie de l'entourage du roi d'Angleterre et duc de Normandie Henri II Plantagenêt. Léticie lui survit quelques années.
Raoul IV Taisson, fils aîné, a deux frères, Roger, mort au plus tard en 1231, Jourdain, cité en 1188, et deux sœurs, Mathilde, qui épouse vers 1198 Guillaume de Soliers et Cécile, qui épouse Foulques III Painel,. Raoul IV Taisson est condamné à payer une forte amende de 200 livres pour avoir conclu le mariage de Mathilde et de Guillaume de Soliers sans l'accord du duc de Normandie.

### Un seigneur puissant
Seigneur de Thury et de Saint-Sauveur,,, Raoul IV Taisson est un feudataire normand de premier rang. Il dirige quarante-cinq chevaliers et doit un service de quinze chevaliers,. En héritant, par sa mère, de l'honneur de Saint-Sauveur, il hérite aussi du titre de vicomte, qui lui est attaché et qui correspondait à l'origine, à la fin du Xe siècle, à la vicomté du Cotentin. Raoul utilise ce titre de vicomte. L'honneur de Saint-Sauveur n'est pas un bloc d'un seul tenant, mais un ensemble de dix-sept fiefs, dont trois châteaux, dispersés dans le Cotentin. Son siège, Saint-Sauveur-le-Vicomte, est au centre de ce territoire.

Il se croise en 1188 et fonde la même année le prieuré de La Colombe. Il siège à l'Échiquier de Normandie en 1190 et figure ensuite dans l'entourage de Richard Cœur de Lion. Il part à la troisième croisade avec Richard Cœur de Lion et participe au siège de Saint-Jean-d'Acre en 1191,. Il est ainsi cité dans l'Estoire de la guerre sainte parmi les chevaliers qui assiègent Saint-Jean-d'Acre : 

« E mes sire Raof Teissons
I vint, n'est dreit que lui leissoms,. »

Raoul Taisson épouse Mathilde de La Lande-Patry,, fille de Guillaume Patric. Après la mort de son père et de son frère aîné en 1174 puis de son frère cadet Enguerrand vers 1190, Mathilde de La Lande-Patry devient l'héritière des biens familiaux, avec sa sœur Jeanne, mariée à Jean de Préaux.
Entre septembre et novembre 1201, Raoul Taisson conclut une concorde avec un autre seigneur, Guillaume de Roullours, devant le tribunal royal de l'Échiquier à Caen. Il obtient de Guillaume de Roullours qu'il lui redonne le village de Chênedollé. Cette concorde est enregistrée dans un des seuls actes chirographes conservés en Normandie.
En novembre 1201, Jean sans Terre nomme Raoul Taisson sénéchal de Normandie,,,. Il s'agit bien d'une nomination personnelle, cet office n'étant pas héréditaire en Normandie. Raoul Taisson remplace dans cette charge un seigneur beaucoup moins puissant. Pour Jean sans Terre, la nomination de Raoul Taisson est un moyen de s'assurer du soutien de l'aristocratie normande,. Pourtant, après la conquête de la Normandie par le roi de France Philippe II Auguste en 1204, Raoul Taisson, dont la plus grande partie des domaines se situe en Normandie, se rallie au nouveau pouvoir et Jean sans Terre lui confisque ses terres en Angleterre, des manoirs dans le Kent et le Nottinghamshire ,,,.
Raoul Taisson meurt à la fin de l'année 1213 ou au début de 1214,,. Sa veuve Mathilde se remarie avec le chevalier Guillaume de Milly.

### Postérité et partage
Raoul Taisson et Mathilde de La Lande-Patry ont quatre enfants et laissent après eux trois filles, qui se partagent l'héritage de leurs parents :
- Guillaume, mort avant 1213[3] ;
- Pétronille[3] ou Pernelle[20],[2], l'aînée, morte le 3 mai 1230[3], héritière des fiefs de Percy et de Haineville[20], épouse Guillaume Painel (mort en décembre 1253) ; leur fils Raoul prend le nom de son grand-père maternel et devient Raoul V Taisson[20],[29],[30] ;
- Jeanne hérite du fief de Thury[20],[3] qu'elle apporte à la famille de Bricquebec par son mariage[20] avec Robert IV Bertran[2],[3] ;
- Mathilde[20],[3], morte en 1242[3], épouse Richard d'Harcourt (mort en 1236/1242)[20],[2],[3], qui devient seigneur de Saint-Sauveur après Raoul IV Taisson[20],[5].

Ce partage en trois lots est issu d'un arrêt de la cour de l'Échiquier de Falaise, à Pâques 1214, après une contestation du partage par Foulques Painel, au nom de son fils Guillaume,. Cette décision est rendue en présence de quatre évêques,  huit baillis royaux et vingt-et-un autres laïcs. Chaque part est tenue directement du roi, et non de l'aîné de la famille. Le conflit continue encore quelques années.